# Sport-Club Freiburg 1979-1980
Questa voce raccoglie le informazioni riguardanti lo Sport-Club Freiburg nelle competizioni ufficiali della stagione 1979-1980.

## Stagione
Nella stagione 1979-1980 il Friburgo, allenato da Jupp Becker, concluse il campionato di 2. Bundesliga al 6º posto. In Coppa di Germania il Friburgo fu eliminato al primo turno dal Karlsruhe.

## Rosa
| N. |                     | Ruolo | Calciatore           |
| -- | ------------------- | ----- | -------------------- |
|    | Germania (bandiera) | P     | Andreas Müller       |
|    | Germania (bandiera) | P     | Günther Wienhold     |
|    | Germania (bandiera) | D     | Günter Dämpfling     |
|    | Germania (bandiera) | D     | Volker Faß           |
|    | Germania (bandiera) | D     | Norbert Martinelli   |
|    | Germania (bandiera) | D     | Klaus Steinwarz      |
|    | Germania (bandiera) | D     | Karl-Heinz Wöhrlin   |
|    | Germania (bandiera) | C     | Reinhard Binder      |
|    | Germania (bandiera) | C     | Klaus Bury           |
|    | Germania (bandiera) | C     | Hans-Dietmar Deinert |
|    | Germania (bandiera) | C     | Robert Piller        |

| N. |                     | Ruolo | Calciatore          |
| -- | ------------------- | ----- | ------------------- |
|    | Germania (bandiera) | C     | Werner Reich        |
|    | Germania (bandiera) | C     | Henry Schüler       |
|    | Germania (bandiera) | C     | Wolfgang Schüler    |
|    | Germania (bandiera) | C     | Hans-Peter Schulzke |
|    | Ungheria (bandiera) | C     | Gabor Zele          |
|    | Germania (bandiera) | A     | Hans-Peter Backes   |
|    | Serbia (bandiera)   | A     | Ninoslav Crnjanin   |
|    | Germania (bandiera) | A     | Joachim Löw         |
|    | Germania (bandiera) | A     | Heinz Tochtermann   |
|    | Germania (bandiera) | A     | Reinhard Willi      |
|    | Germania (bandiera) | A     | Jürgen Zitzer       |

## Organigramma societario
Area tecnica
- Allenatore: Jupp Becker
- Allenatore in seconda:
- Preparatore dei portieri:
- Preparatori atletici:

## Calciomercato

### Sessione estiva
| Acquisti | Acquisti          | Acquisti   | Acquisti |
| R.       | Nome              | da         | Modalità |
| -------- | ----------------- | ---------- | -------- |
| A        | Heinz Tochtermann | Bayreuth   |          |
| D        | Günter Dämpfling  | Norimberga |          |
| A        | Hans-Peter Backes | Pirmasens  |          |
| C        | Wolfgang Schüler  | Karlsruhe  |          |

| Cessioni | Cessioni             | Cessioni    | Cessioni |
| R.       | Nome                 | a           | Modalità |
| -------- | -------------------- | ----------- | -------- |
| A        | Paul Dörflinger      | Duisburg    |          |
| C        | Henryk Kruppa        | Friburgo II |          |
| A        | Alfred Steinkirchner | Norimberga  |          |
| A        | Siegfried Susser     | Norimberga  |          |

### Sessione invernale
| Acquisti | Acquisti | Acquisti | Acquisti |
| R.       | Nome     | da       | Modalità |
| -------- | -------- | -------- | -------- |

| Cessioni | Cessioni | Cessioni | Cessioni |
| R.       | Nome     | a        | Modalità |
| -------- | -------- | -------- | -------- |

## Risultati

### 2. Bundesliga

#### Girone di andata
| Arbitro: | Wilhelmi |

|                                       |           |  |
| Berg 41’ Krause 43’ Knecht 61’ (rig.) | Marcatori |  |

| Arbitro: | Könen |

|                                                     |           |          |
| Schüler 13’, 32’, 42’ Löw 73’ Reich 88’ Deinert 90’ | Marcatori | 52’ Hein |

| Fürth 11 agosto 1979 3ª giornata | Fürth    | 0 – 0 referto | Friburgo | Sportpark Ronhof (4 000 spett.)\| Arbitro: \| Dellwing \| |
| Arbitro:                         | Dellwing |               |          |                                                           |

| Arbitro: | Michel |

|                                        |           |            |
| Schüler 21’, 50’ Löw 38’, 77’ Bury 40’ | Marcatori | 15’ Diener |

| Arbitro: | Dahler |

|                        |           |  |
| Schüler 55’ Zitzer 82’ | Marcatori |  |

| Arbitro: | Jupe |

|            |           |            |
| Gruler 73’ | Marcatori | 65’ Zitzer |

| Arbitro: | Schmidhuber |

|                              |           |                                 |
| Zitzer 20’ Löw 21’ Reich 83’ | Marcatori | 8’ Zahnleiter 50’, 56’ Wesseler |

| Ulma 15 settembre 1979 8ª giornata | Ulma        | 0 – 0 referto | Friburgo | Donaustadion (5 500 spett.)\| Arbitro: \| Aulenbacher \| |
| Arbitro:                           | Aulenbacher |               |          |                                                          |

| Arbitro: | Langhans |

|           |           |  |
| Reich 89’ | Marcatori |  |

| Arbitro: | Messmer |

|                                |           |  |
| Schenk 51’ Krostina 89’ (rig.) | Marcatori |  |

| Arbitro: | Brückner |

|                                |           |              |
| Binder 14’ Bury 74’ Zitzer 81’ | Marcatori | 61’ Sommerer |

| Arbitro: | Walz |

|            |           |                     |
| Piller 90’ | Marcatori | 88’ (rig.) Bechtold |

| Arbitro: | Huster |

|  |           |                                         |
|  | Marcatori | 48’ Zitzer 62’ Löw 86’ (rig.) Dämpfling |

| Arbitro: | Clajus |

|            |           |                                                 |
| Zitzer 34’ | Marcatori | 37’ Hintermaier 53’ Lieberwirth 82’ Heidenreich |

| Arbitro: | Hontheim |

|  |           |                          |
|  | Marcatori | 62’, 72’ Schüler 75’ Löw |

| Arbitro: | Engel |

|                 |           |           |
| Tochtermann 13’ | Marcatori | 51’ Braun |

| 24 novembre 1979 17ª giornata |  | – Turno di riposo |  |  |

| Arbitro: | Correll |

|                 |           |  |
| Tochtermann 54’ | Marcatori |  |

| Arbitro: | Jupe |

|                                          |           |  |
| Schmitt 8’, 89’ Milardovic 81’ Göbel 85’ | Marcatori |  |

| Arbitro: | Walther |

|                          |           |                              |
| Schulzke 9’ Löw 12’, 34’ | Marcatori | 57’, 66’ Dreher 76’ Stichler |

| Arbitro: | Könen |

|                     |           |                |
| Schulzke 42’ (aut.) | Marcatori | 14’, 24’ Reich |

#### Girone di ritorno
| Arbitro: | Dahler |

|                  |           |          |
| Schüler 62’, 72’ | Marcatori | 42’ Walz |

| Arbitro: | Schumann |

|                  |           |           |
| Pradt 41’ (rig.) | Marcatori | 64’ Reich |

| Arbitro: | Messmer |

|                              |           |  |
| Tochtermann 33’ Schulzke 65’ | Marcatori |  |

| Arbitro: | Engel |

|  |           |                  |
|  | Marcatori | 20’ Zele 50’ Löw |

| Treviri 23 febbraio 1980 26ª giornata | Eintracht Treviri | 0 – 0 referto | Friburgo | Moselstadion (4 000 spett.)\| Arbitro: \| Regneri \| |
| Arbitro:                              | Regneri           |               |          |                                                      |

| Arbitro: | Dreher |

|              |           |              |
| Schulzke 83’ | Marcatori | 75’ Subklewe |

| Arbitro: | Langhans |

|                               |           |  |
| Oehrlein 4’, 73’ Nathmann 69’ | Marcatori |  |

| Arbitro: | Ross |

|           |           |                              |
| Reich 48’ | Marcatori | 20’, 87’ Kohnle 77’ Kielwein |

| Arbitro: | Dellwing |

|                                   |           |  |
| Groß 22’ Struth 37’, 85’ Bold 47’ | Marcatori |  |

| Arbitro: | Huster |

|         |           |                                       |
| Löw 37’ | Marcatori | 39’ Weißberger 47’ Schenk 82’ Stöckle |

| Arbitro: | Kühne |

|  |           |                          |
|  | Marcatori | 11’ Wöhrlin 87’ Schulzke |

| Arbitro: | Theobald |

|                          |           |  |
| Löw 9’, 81’ Schulzke 56’ | Marcatori |  |

| Arbitro: | Vielsack |

|               |           |  |
| Kalb 45’, 66’ | Marcatori |  |

| Arbitro: | Walther |

|                                |           |  |
| Dämpfling 44’ Bury 82’ Löw 85’ | Marcatori |  |

| Arbitro: | Joos |

|                                                   |           |  |
| Eder 54’ Heidenreich 68’ Szymanek 73’ Heitzer 75’ | Marcatori |  |

| Arbitro: | Wohlfarth |

|                       |           |  |
| Schüler 65’ Reich 82’ | Marcatori |  |

| Arbitro: | Wilhelmi |

|                                  |           |                    |
| Ettmayer 29’ Ludwig 73’ Zahn 79’ | Marcatori | 36’ Löw 53’ Binder |

| 18 maggio 1980 39ª giornata |  | – Turno di riposo |  |  |

| Arbitro: | Glaw |

|                    |           |                                                 |
| Stetter 29’ (rig.) | Marcatori | 3’ (aut.) Vetter 8’, 62’ Schüler 31’, 89’ Reich |

| Arbitro: | Walz |

|                                                               |           |             |
| Schüler 30’ Deinert 48’ (rig.) Reich 66’, 85’ Tochtermann 70’ | Marcatori | 84’ Schmitt |

| Arbitro: | Ross |

|                           |           |  |
| Dollmann 37’ Allgöwer 78’ | Marcatori |  |

### Coppa di Germania
| Arbitro: | Ulm |

|                                             |           |            |
| Krauth 10’, 74’, 81’ Struth 50’ Günther 54’ | Marcatori | 75’ Zitzer |

## Statistiche

### Statistiche di squadra
| Competizione      | Punti | In casa | In casa | In casa | In casa | In casa | In casa | In trasferta | In trasferta | In trasferta | In trasferta | In trasferta | In trasferta | Totale | Totale | Totale | Totale | Totale | Totale | DR  |
| Competizione      | Punti | G       | V       | N       | P       | Gf      | Gs      | G            | V            | N            | P            | Gf           | Gs           | G      | V      | N      | P      | Gf     | Gs     | DR  |
| ----------------- | ----- | ------- | ------- | ------- | ------- | ------- | ------- | ------------ | ------------ | ------------ | ------------ | ------------ | ------------ | ------ | ------ | ------ | ------ | ------ | ------ | --- |
| 2. Bundesliga     | 46    | 20      | 12      | 5       | 3       | 47      | 23      | 20           | 6            | 5            | 9            | 21           | 31           | 40     | 18     | 10     | 12     | 68     | 54     | +14 |
| Coppa di Germania | -     | 0       | 0       | 0       | 0       | 0       | 0       | 1            | 0            | 0            | 1            | 1            | 5            | 1      | 0      | 0      | 1      | 1      | 5      | -4  |
| Totale            | 46    | 20      | 12      | 5       | 3       | 47      | 23      | 21           | 6            | 5            | 10           | 22           | 36           | 41     | 18     | 10     | 13     | 69     | 59     | +10 |

### Andamento in campionato
| Giornata  | 1  | 2 | 3 | 4 | 5 | 6 | 7 | 8 | 9 | 10 | 11 | 12 | 13 | 14 | 15 | 16 | 17 | 18 | 19 | 20 | 21 | 22 | 23 | 24 | 25 | 26 | 27 | 28 | 29 | 30 | 31 | 32 | 33 | 34 | 35 | 36 | 37 | 38 | 39 | 40 | 41 | 42 |
| --------- | -- | - | - | - | - | - | - | - | - | -- | -- | -- | -- | -- | -- | -- | -- | -- | -- | -- | -- | -- | -- | -- | -- | -- | -- | -- | -- | -- | -- | -- | -- | -- | -- | -- | -- | -- | -- | -- | -- | -- |
| Luogo     | T  | C | T | C | C | T | C | T | C | T  | C  | C  | T  | C  | T  | C  |    | C  | T  | C  | T  | C  | T  | C  | T  | T  | C  | T  | C  | T  | C  | T  | C  | T  | C  | T  | C  | T  |    | T  | C  | T  |
| Risultato | P  | V | N | V | V | N | N | N | V | P  | V  | N  | V  | P  | V  | N  |    | V  | P  | N  | V  | V  | N  | V  | V  | N  | N  | P  | P  | P  | P  | V  | V  | P  | V  | P  | V  | P  |    | V  | V  | P  |
| Posizione | 19 | 6 | 9 | 4 | 2 | 2 | 3 | 3 | 2 | 5  | 4  | 5  | 5  | 5  | 5  | 4  | 5  | 5  | 6  | 6  | 6  | 4  | 5  | 4  | 3  | 3  | 3  | 3  | 4  | 4  | 7  | 6  | 6  | 6  | 5  | 6  | 4  | 6  | 7  | 6  | 5  | 6  |

Legenda:

Luogo: C = Casa; T = Trasferta. Risultato: V = Vittoria; N = Pareggio; P = Sconfitta.

### Statistiche dei giocatori
| Giocatore      | 2. Bundesliga | 2. Bundesliga | 2. Bundesliga | 2. Bundesliga | Coppa di Germania | Coppa di Germania | Coppa di Germania | Coppa di Germania | Totale   | Totale | Totale      | Totale     |
| Giocatore      | Presenze      | Reti          | Ammonizioni   | Espulsioni    | Presenze          | Reti              | Ammonizioni       | Espulsioni        | Presenze | Reti   | Ammonizioni | Espulsioni |
| -------------- | ------------- | ------------- | ------------- | ------------- | ----------------- | ----------------- | ----------------- | ----------------- | -------- | ------ | ----------- | ---------- |
| H. Backes      | 6             | 0             | 1             | 0             | 0                 | 0                 | 0                 | 0                 | 6        | 0      | 1           | 0          |
| R. Binder      | 40            | 2             | 2             | 0             | 1                 | 0                 | 0                 | 0                 | 41       | 2      | 2           | 0          |
| K. Bury        | 37            | 3             | 6             | 0             | 1                 | 0                 | 0                 | 0                 | 38       | 3      | 6           | 0          |
| N. Crnjanin    | 1             | 0             | 1             | 0             | 0                 | 0                 | 0                 | 0                 | 1        | 0      | 1           | 0          |
| H. Deinert     | 18            | 2             | 3             | 0             | 1                 | 0                 | 0                 | 0                 | 19       | 2      | 3           | 0          |
| G. Dämpfling   | 25            | 2             | 5             | 1             | 0                 | 0                 | 0                 | 0                 | 25       | 2      | 5           | 1          |
| V. Faß         | 31            | 0             | 2             | 1             | 1                 | 0                 | 0                 | 0                 | 32       | 0      | 2           | 1          |
| J. Löw         | 38            | 14            | 3             | 1             | 0                 | 0                 | 0                 | 0                 | 38       | 14     | 3           | 1          |
| N. Martinelli  | 0             | 0             | 0             | 0             | 0                 | 0                 | 0                 | 0                 | 0        | 0      | 0           | 0          |
| A. Müller      | 3             | 0             | 0             | 0             | 0                 | 0                 | 0                 | 0                 | 3        | 0      | 0           | 0          |
| R. Piller      | 31            | 1             | 8             | 0             | 1                 | 0                 | 0                 | 0                 | 32       | 1      | 8           | 0          |
| W. Reich       | 35            | 12            | 3             | 0             | 1                 | 0                 | 1                 | 0                 | 36       | 12     | 4           | 0          |
| H. Schulzke    | 35            | 5             | 5             | 0             | 0                 | 0                 | 0                 | 0                 | 35       | 5      | 5           | 0          |
| H. Schüler     | 7             | 0             | 0             | 0             | 1                 | 0                 | 0                 | 0                 | 8        | 0      | 0           | 0          |
| W. Schüler     | 36            | 14            | 7             | 0             | 0                 | 0                 | 0                 | 0                 | 36       | 14     | 7           | 0          |
| K. Steinwarz   | 1             | 0             | 0             | 0             | 1                 | 0                 | 0                 | 0                 | 2        | 0      | 0           | 0          |
| H. Tochtermann | 24            | 4             | 2             | 0             | 0                 | 0                 | 0                 | 0                 | 24       | 4      | 2           | 0          |
| G. Wienhold    | 38            | 0             | 0             | 0             | 1                 | 0                 | 0                 | 0                 | 39       | 0      | 0           | 0          |
| R. Willi       | 0             | 0             | 0             | 0             | 1                 | 0                 | 0                 | 0                 | 1        | 0      | 0           | 0          |
| K. Wöhrlin     | 30            | 1             | 2             | 0             | 1                 | 0                 | 1                 | 0                 | 31       | 1      | 3           | 0          |
| G. Zele        | 32            | 1             | 6             | 0             | 1                 | 0                 | 0                 | 0                 | 33       | 1      | 6           | 0          |
| J. Zitzer      | 32            | 6             | 3             | 0             | 1                 | 1                 | 0                 | 0                 | 33       | 7      | 3           | 0          |